# بولاوايو
بولاوايو هي ثاني أكبر مدينة في زيمبابوي بعد العاصمة هراري، وبلغ عدد سكانها 653,337 نسمة في تعداد عام 2012. وهي تقع في ماتابيليلاند، وتبعد 439 كم (273 ميل) جنوب غرب هراري، وتعتبر الآن منطقة مقاطعة منفصلة عن ماتابيليلاند. عاصمة ماتابيليلاند الشمالية الآن هي لوباني، كما أن بولاوايو هي مقاطعة قائمة بذاتها.
تعرف بولاوايو بالعامية أيضا بأسماء مختلفة، مثل «مدينة الملوك»، «السماوات»، «بليز»، «بوليزبرغ» أو «كونتوثو زياثونكا» - وهي عبارة بلغة نديبيلي تعني «المكان الذي يخرج الدخان باستمرار». نشأ هذا الاسم من قاعدة المدينة الصناعية الكبيرة تاريخيا. وينتمي معظم سكان بولاوايو إلى قومية نديبيلي الإثنية واللغوية.
لفترة طويلة في تاريخ زيمبابوي كانت بولاوايو هي المركز الصناعي في البلاد ومركز لشبكة السكك الحديدية ويقع فيها مقر شركة السكك الحديدية الوطنية في زيمبابوي بسبب موقعها الاستراتيجي بالقرب من بوتسوانا وجنوب أفريقيا. وهي أقرب مدينة كبيرة إلى حديقة هوانغي الوطنية ومتنزه ماتوبو الوطني وشلالات فيكتوريا.

## المناخ
يظهر الجدول التالي التغييرات المناخية على مدار السنة لبولاوايو:
| البيانات المناخية لـبولاوايو                                                          | البيانات المناخية لـبولاوايو | البيانات المناخية لـبولاوايو | البيانات المناخية لـبولاوايو | البيانات المناخية لـبولاوايو | البيانات المناخية لـبولاوايو | البيانات المناخية لـبولاوايو | البيانات المناخية لـبولاوايو | البيانات المناخية لـبولاوايو | البيانات المناخية لـبولاوايو | البيانات المناخية لـبولاوايو | البيانات المناخية لـبولاوايو | البيانات المناخية لـبولاوايو | البيانات المناخية لـبولاوايو |
| الشهر                                                                                 | يناير                        | فبراير                       | مارس                         | أبريل                        | مايو                         | يونيو                        | يوليو                        | أغسطس                        | سبتمبر                       | أكتوبر                       | نوفمبر                       | ديسمبر                       | المعدل السنوي                |
| ------------------------------------------------------------------------------------- | ---------------------------- | ---------------------------- | ---------------------------- | ---------------------------- | ---------------------------- | ---------------------------- | ---------------------------- | ---------------------------- | ---------------------------- | ---------------------------- | ---------------------------- | ---------------------------- | ---------------------------- |
| الدرجة القصوى °م (°ف)                                                                 | 36.7 (98.1)                  | 34.4 (93.9)                  | 35.6 (96.1)                  | 33.0 (91.4)                  | 30.6 (87.1)                  | 28.3 (82.9)                  | 28.3 (82.9)                  | 32.2 (90.0)                  | 35.0 (95.0)                  | 36.7 (98.1)                  | 37.2 (99.0)                  | 35.2 (95.4)                  | 37.2 (99.0)                  |
| متوسط درجة الحرارة الكبرى °م (°ف)                                                     | 27.7 (81.9)                  | 27.2 (81.0)                  | 27.1 (80.8)                  | 25.9 (78.6)                  | 24.1 (75.4)                  | 21.6 (70.9)                  | 21.5 (70.7)                  | 24.4 (75.9)                  | 27.9 (82.2)                  | 29.4 (84.9)                  | 28.7 (83.7)                  | 27.7 (81.9)                  | 26.1 (79.0)                  |
| المتوسط اليومي °م (°ف)                                                                | 21.8 (71.2)                  | 21.2 (70.2)                  | 20.6 (69.1)                  | 18.7 (65.7)                  | 16.0 (60.8)                  | 13.7 (56.7)                  | 13.8 (56.8)                  | 16.4 (61.5)                  | 19.9 (67.8)                  | 21.6 (70.9)                  | 21.7 (71.1)                  | 21.4 (70.5)                  | 18.9 (66.0)                  |
| متوسط درجة الحرارة الصغرى °م (°ف)                                                     | 16.5 (61.7)                  | 16.2 (61.2)                  | 15.3 (59.5)                  | 13.0 (55.4)                  | 9.9 (49.8)                   | 7.4 (45.3)                   | 7.2 (45.0)                   | 9.1 (48.4)                   | 12.4 (54.3)                  | 15.0 (59.0)                  | 16.0 (60.8)                  | 16.3 (61.3)                  | 12.9 (55.2)                  |
| أدنى درجة حرارة °م (°ف)                                                               | 10.0 (50.0)                  | 9.4 (48.9)                   | 8.4 (47.1)                   | 3.5 (38.3)                   | 0.0 (32.0)                   | −3.9 (25.0)                  | 0.0 (32.0)                   | 0.0 (32.0)                   | 1.4 (34.5)                   | 6.9 (44.4)                   | 7.2 (45.0)                   | 8.9 (48.0)                   | −3.9 (25.0)                  |
| معدل هطول الأمطار مم (إنش)                                                            | 117.8 (4.64)                 | 104.6 (4.12)                 | 51.4 (2.02)                  | 33.3 (1.31)                  | 7.0 (0.28)                   | 2.2 (0.09)                   | 1.0 (0.04)                   | 1.4 (0.06)                   | 7.0 (0.28)                   | 38.4 (1.51)                  | 91.1 (3.59)                  | 120.3 (4.74)                 | 575.5 (22.66)                |
| متوسط الأيام الممطرة                                                                  | 10                           | 8                            | 5                            | 3                            | 1                            | 1                            | 0                            | 0                            | 1                            | 4                            | 8                            | 10                           | 51                           |
| متوسط الرطوبة النسبية (%)                                                             | 69                           | 71                           | 70                           | 62                           | 56                           | 54                           | 48                           | 43                           | 41                           | 43                           | 55                           | 63                           | 56                           |
| ساعات سطوع الشمس الشهرية                                                              | 244.9                        | 212.8                        | 251.1                        | 252.0                        | 279.0                        | 267.0                        | 288.3                        | 300.7                        | 288.0                        | 272.8                        | 237.0                        | 226.3                        | 3٬119٫9                      |
| ساعات سطوع الشمس اليومية                                                              | 7.9                          | 7.6                          | 8.1                          | 8.4                          | 9.0                          | 8.9                          | 9.3                          | 9.7                          | 9.6                          | 8.8                          | 7.9                          | 7.3                          | 8.5                          |
| المصدر #1: المنظمة العالمية للأرصاد الجوية NOAA (sun and mean temperature, 1961–1990) |                              |                              |                              |                              |                              |                              |                              |                              |                              |                              |                              |                              |                              |
| المصدر #2: الأرصاد الجوية الألمانية (extremes and humidity)                           |                              |                              |                              |                              |                              |                              |                              |                              |                              |                              |                              |                              |                              |

## توأمة
لبولاوايو اتفاقيات توأمة مع كل من:
- ديربان [9]
- أبردين

## أعلام
- شارلين أميرة موناكو
- ألكسندر سميث
- فرنسيس هاينز
- فرد مورغان
- مارشال بي بارون
- غارفيلد تود
- إريك بلوخ
- بيتر ندلوفو
- مورين جورج
- ألبرت جون لوتولي